# NGC 2242
NGC 2242 est une nébuleuse planétaire bipolaire située dans la constellation du  Cocher près de l'équateur céleste. Elle se trouve dans la nébuleuse de la Rosette. NGC 2242  a été découverte par l'astronome germano-britannique Lewis Swift en 1886.
On croyait que NGC 2242 était une galaxie jusqu'à ce qu'un étude publiée en 1987 détermine sa vraie nature. Cette étude a montré que la température de la nébuleuse est d'environ 25 000K.

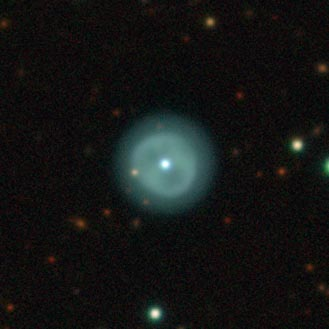
NGC 2242par le projet « Legacy Surveys DR10 ».

## Observation
Avec une magnitude visuelle apparente de 15, on doit utiliser un télescope dont l'ouverture est d'au moins 500 mm pour l'observer.  

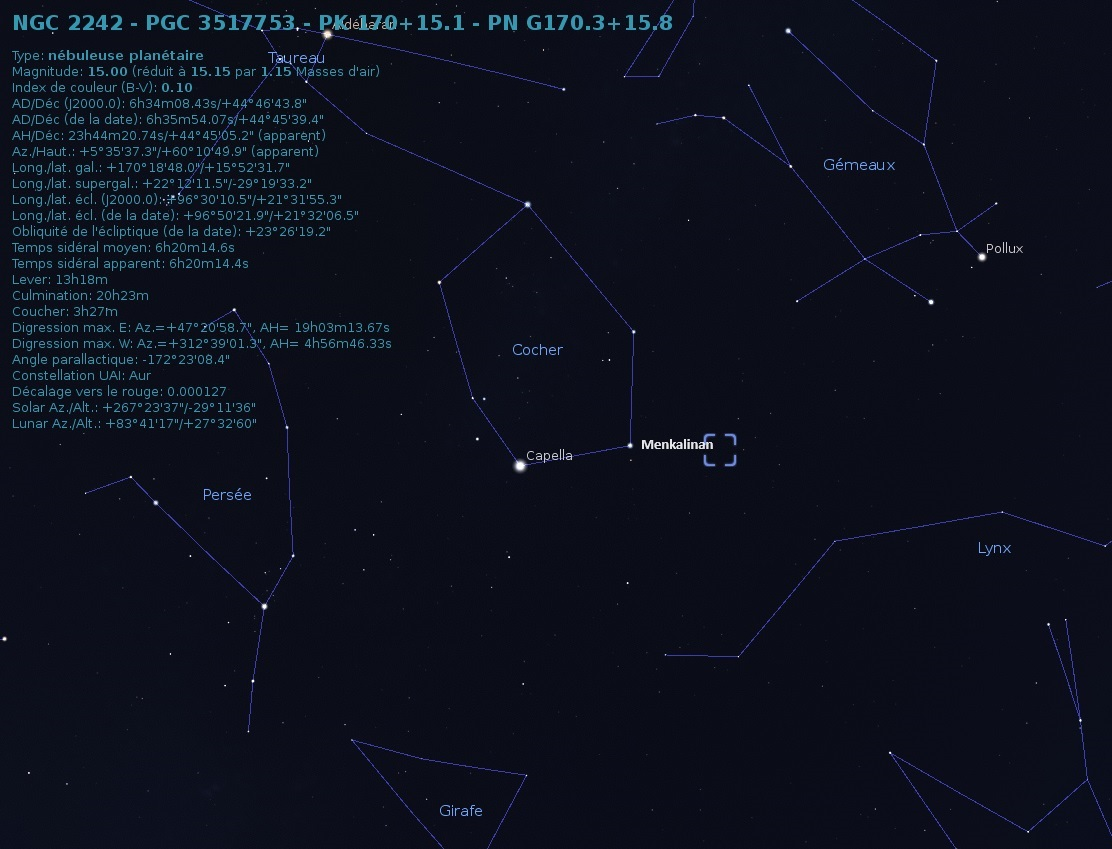
Localisation de NGC 2242 dans la constellation du Cocher. (Stellarium)

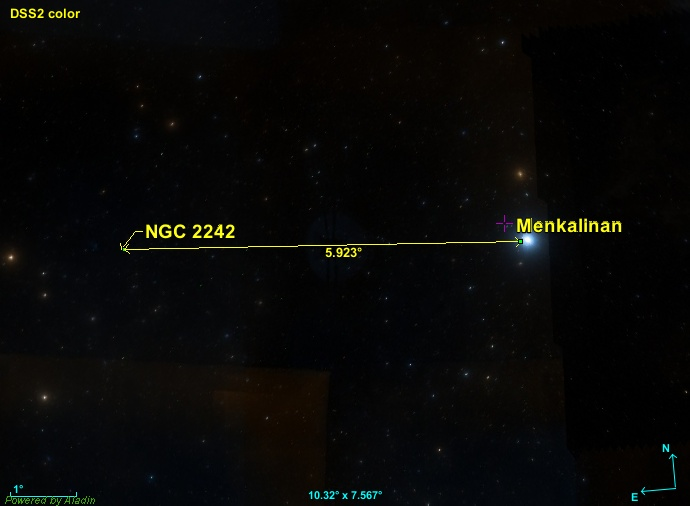
Position de NGC 2242 par rapport à une étoile de la constellation du Cocher.

La nébuleuse NGC 2242 est passablement éloignée des principales étoiles. Elle se trouve à environ 5,9 degrés presque directement à l'est de l'étoile Menkalinan.

## Caractéristiques

### Distance, taille et vitesse
La parallaxe la plus précise de NGC 2242 provient des mesures du satellite Gaia. Sa valeur indiquée sur la base de données Simbad égale de 0,338 2 ± 0,075 1 mas, ce qui correspond à une distance de 2957+844
−537 pc.
La taille apparente de la nébuleuse est de 0,37′, ce qui, compte tenu de la distance et grâce à un calcul simple, équivaut à une taille réelle de 1,04+0,30
-0,48 al.
Deux valeurs de la vitesse sont indiquées sur Simbad, soit 38 km/s et 0,000 127 km/s